# Amândio Felipe da Costa
Amaro, właśc. Amândio Felipe da Costa (ur. 12 listopada 1986 w Luandzie) – piłkarz angolski grający na pozycji obrońcy. Od 2015 roku jest zawodnikiem klubu Benfica Luanda.

## Kariera klubowa
Karierę piłkarską Amaro rozpoczął w klubie Benfica Luanda. W 2006 roku zadebiutował w jego barwach w pierwszej lidze angolskiej. W 2007 roku zdobył z nim Superpuchar Angoli. W Benfice grał do końca 2010 roku, a na początku 2011 roku odszedł do innego klubu z Luandy, Primeiro de Agosto. Występował tam przez cztery sezony, a potem wrócił do Benfiki.

## Kariera reprezentacyjna
W reprezentacji Angoli Amaro zadebiutował w 2008 roku. W 2012 roku został powołany do kadry na Puchar Narodów Afryki 2012.